# Желдаков, Анатолий Владимирович
Анато́лий Влади́мирович Желдако́в (бел. Анатоль Уладзіміравіч Жалдакоў; 18 мая 1929, Владикавказ, Северо-Осетинская АССР, СССР — 7 августа 2021) — советский и белорусский архитектор. Заслуженный архитектор Республики Беларусь (1991).

## Биография
Участник Великой Отечественной войны. Окончил в 1954 году Московский архитектурный институт (МАрхИ). С 1954 по 1969 год работал архитектором, главным архитектором проектов в институте «Волгоградгражданпроект». С 1970 года в институте «Белгипроторг» (руководитель, главный архитектор мастерской), с 1990 года руководитель творческой мастерской Белорусского союза архитекторов.
Член Союза архитекторов СССР с 1957 года. Проживал в Минске. Умер 7 августа 2021 года после тяжелой болезни.

## Основные работы

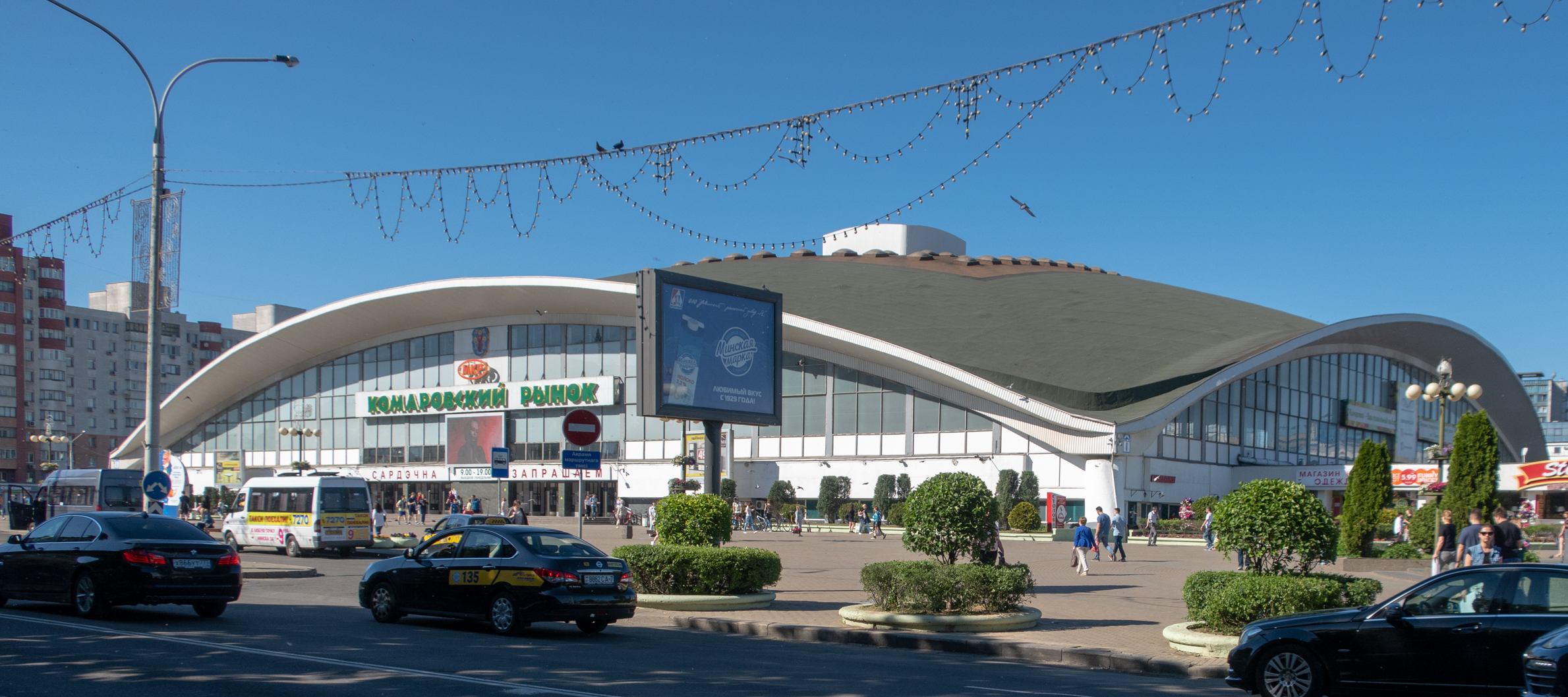
Комаровский рынок (Минск, Беларусь)

Минский крытый рынок «Комаровский» (1980, в соавт.), универсамы «Рига» (1980) и «Таллин» (1982), служебно-хозяйственный корпус СМ Беларуси по ул. Мясникова (1983), здания министерства торговли Беларуси и спорткомитета Беларуси (1980), проект комплекса магазинов по ул. Немига (1981) в Минске, крытый рынок в Бресте (1987).
Среди других работ: ряд магазинов, Дом студентов и комплекс института физкультуры возле Мамаева кургана (1965—1969), ряд предприятий торговли и общественного питания в центре Волгограда (почётный диплом Союза архитекторов СССР 1967), здания ресторана «Дубрава» и высотной гостиницы «Русь» в Брянске (1976).
Работал в области книжной графики в издательствах Волгограда и Минска.
Награждён медалями, дипломом Союза архитекторов СССР за проект магазина «Сувенир» в Волгограде (1967).